# San Francisco (Agusan del Sur)
San Francisco è una municipalità di seconda classe delle Filippine, situata nella Provincia di Agusan del Sur, nella Regione di Caraga.
San Francisco è formata da 27 baranggay:
- Alegria
- Barangay 1 (Pob.)
- Barangay 2 (Pob.)
- Barangay 3 (Pob.)
- Barangay 4 (Pob.)
- Barangay 5 (Pob.)
- Bayugan 2
- Bitan-agan
- Borbon
- Buenasuerte
- Caimpugan
- Das-agan
- Ebro
- Hubang

- Karaus
- Ladgadan
- Lapinigan
- Lucac
- Mate
- New Visayas
- Ormaca
- Pasta
- Pisa-an
- Rizal
- San Isidro
- Santa Ana
- Tagapua